# Gjerdrum
Gjerdrum é uma comuna de Akershus, Noruega. Tem um território de cerca de 82 km² de área e fica há cerca de 25 quilômetros da capital do país, Oslo

Seu centro administrativo é Ask. 

Imagens de Gjerdrum
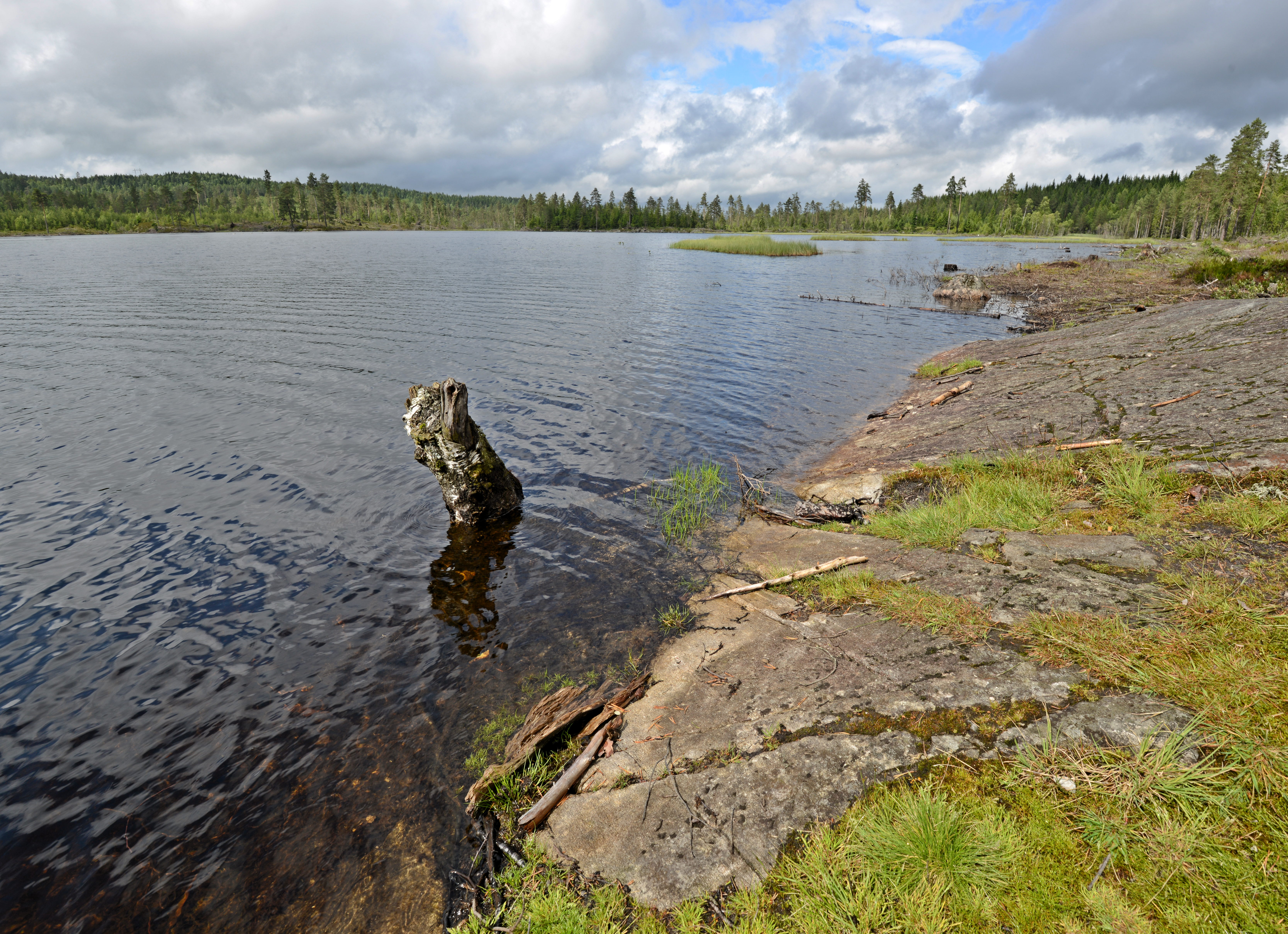
Natureza  de Gjerdrum
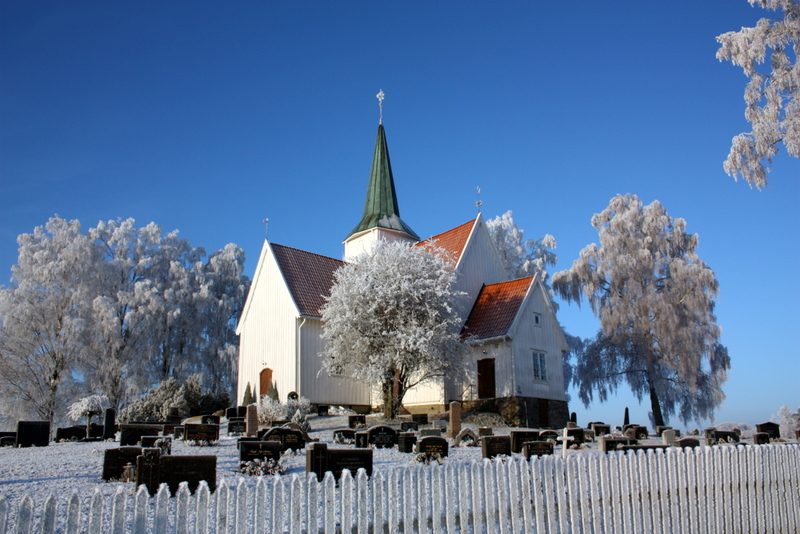
Igreja de Gjerdrum

## História
Gjerdrum se tornou município em janeiro de 1838. "Somos mimados com florestas, campos e uma paisagem natural exuberante", explica o texto oficial.

### O brasão
Segundo o website oficial da comuna, a parte verde do brasão lembra que a cidade é agrícola e uma área de florestas, enquanto o desenho das listras faz referência ao esqui na neve, bastante praticado no local. 

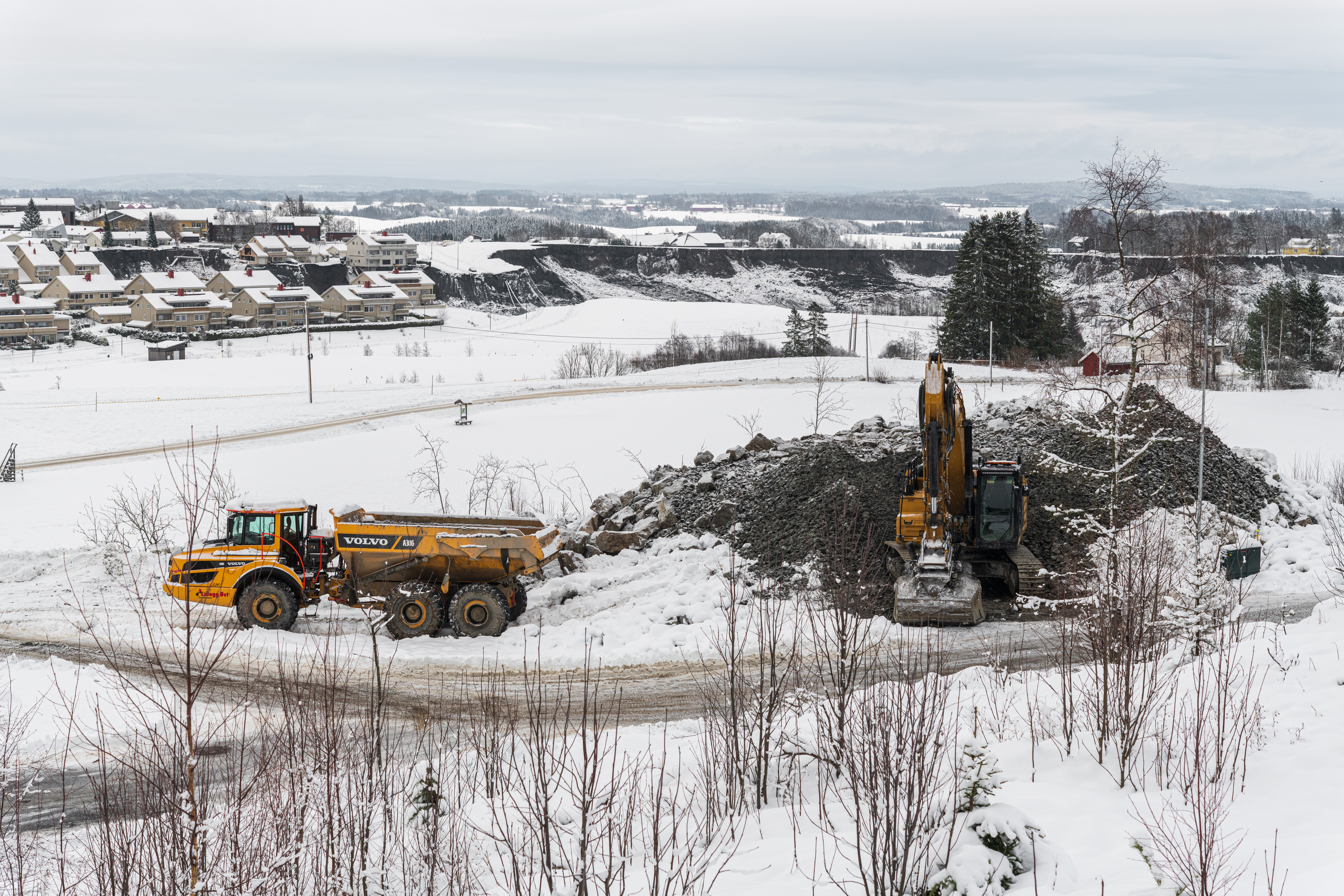
Máquinas trabalham para resgatar desparecidos durante deslizamento em Ask

### Deslizamento de terra em Ask
Em 30 de dezembro de 2020, um deslizamento de terra no vilarejo de Ask repercutiu no mundo todo. O desastre deixou pessoas feridas e mortas.
Nota: leia o artigo Deslizamento de terra em Ask (2020 Gjerdrum landslide) na Wikipédia em inglês.

## Economia
Boa parte da economia da cidade é baseada na agricultura e silvicultura. 

## Turismo
A maior parte das áreas naturais do município faz parte de floresta de Romeriksåsen e é possível acessá-las através de trilhas para caminhadas. A cidade também oferece atividades de esqui, esqui alpino, cavalgadas, ciclismo, natação, caça e pesca. 

## População
De acordo com o censo do final de 2020, 6.978 pessoas vivem na cidade.